# 4910 Kawasato
4910 Kawasato este un asteroid din centura principală, descoperit pe 11 august 1953 de Karl Reinmuth.